# Spaans Kwartier
Spaans Kwartier is een gehucht in de gemeente Sint-Gillis-Waas in de Belgische provincie Oost-Vlaanderen. Het ligt 2 km ten noordoosten van het dorp De Klinge, nabij Fort Bedmar en de Belgisch-Nederlandse grens.

## Geschiedenis
De naam dateert van omstreeks 1570, toen er hier een garnizoen Spaanse soldaten lag ingekwartierd in het kader van de Tachtigjarige Oorlog. In 1596 hebben zij hier Fort De Klinge gebouwd, het latere Fort Bedmar.
Spaans Kwartier is tegenwoordig een lintbebouwing langs de dijk van de Clingepolder en wel het zuidelijke gedeelte ervan, dat in 1664 aan de Zuidelijke Nederlanden werd toegewezen.
Op de Ferrariskaart uit de jaren 1770 is de plaats weergegeven als het gehucht Spaens Quartier, met net ten noorden de ruïnes van Fort Betmar.